# Christian Fredrik Klingspor
Christian Fredrik Klingspor, född 20 september 1711, död 3 januari 1785 i Jönköping, Jönköpings län, var en svensk friherre och ämbetsman.

## Biografi
Christian Fredrik Klingspor föddes 1711. Han var son till majoren Henrik Abraham Klingspor i Upplands femmänningsinfanteriregemente och Anna Sofia Stålhammar. Klingspor blev 11 augusti 1726 extra ordinarie kontorsskrivare vid Jönköpings landskontor och i maj 1730 auskultant i kammarrevisionen. Han blev i juni 1731 auskultant i Svea hovrätt och i oktober 1732 auskultant i Göta hovrätt. Klingspor blev i juni 1733 vice häradshövding och 7 augusti 1737 fiskal vid jäeristaten i Småland och Blekinge. Han blev 5 januari 1739 hovjunkare, 13 september 1743 kammarherre och 1753 vice lagman i Närke och 1754 i Tiohärads lagsaga. Klingspor blev 26 oktober 1754 assessor i Göta hovrätt, 14 december 1756 hovrättsråd i Göta hovrätt och 1757 vice lagman i Kalmar län. Han utnämndes 21 november 1763 till riddare av Nordsjärneoren och blev 7 februari 1770 vice president i Göta hovrätt. Klingspor upphöjdes i friherrligt stånd 25 oktober 1771 och den friherrliga ätten introducerades 1775 i Sveriges Riddarhus som nummer 257. Han avled 1785 i Jönköping och begravdes i Bankeryds kyrka.

### Egendom
Klingspor ägde Stora Kärr i Habo socken, Fagerhult i Kråkshults socken och del i Ryfors järnbruk i Nykyrka socken.

### Familj
Klingspor gifte sig 28 april 1743 i Stockholm med Anna Magdalena Pauli (1721–1774), som var dotter till överjägmästaren Vilhelm Mauritz Pauli och friherrinnan Brita Charlotta Strömfelt. De fick tillsammans barnen fältmarskalken greve Mauritz Klingspor (1744–1814), Henrik Staffan Klingspor (1745–1747), hovstallmästaren Gustaf Adolf Klingspor (1748–1800), överstelöjtnanten Otto Reinhold Klingspor (1751–1802), Anna Charlotta Klingspor (1755–1809) som var gift med justitierådet Anders Wåhlin, ståthållaren Fredrik Filip Klingspor (1761–1832) och Henrik Staffan Klingspor (1766–1766).